# Jean d'Arcy (télévision)
Pour les articles homonymes, voir D'Arcy et Jean d'Arcy.
Jean d'Arcy est un homme de médias français, né le 10 juin 1913 à Versailles et mort le 19 janvier 1983 à Paris.
Il a été directeur des programmes de la télévision française (1952-1959), puis directeur des moyens audiovisuels de l'ONU (1961-1971).

## Biographie
Jean d'Arcy se fait connaître en 1950, en prenant l'initiative de lancer des programmes communs avec d'autres pays européens notamment. Il devient directeur des programmes à la Radiodiffusion-télévision française de juin 1952 à octobre 1959. Après son accession à la présidence de la République, en 1958, le général de Gaulle place Albert Ollivier, membre du mouvement gaulliste et ami du ministre de la Culture de l'époque, André Malraux, à la tête des programmes de la RTF.
En 1953, Jean d'Arcy propose la création d'une émission littéraire : Lectures pour tous qui va être présentée par Pierre Dumayet, Pierre Desgraupes et Max-Pol Fouchet.
En 1954, dans la continuité de ses échanges télévisuels avec les autres diffuseurs européens de service public, il contribue à la création de l'Eurovision. 
Il est estimé de ses pairs à l'époque et reste un modèle pour les professionnels de la communication.
Jean d'Arcy à la tête de la télévision française est en quête d'idées pour de nouvelles émissions autres que des adaptations. En 1956, avec le responsable des émissions dramatiques André Franck, il suscite l'implantation du modèle britannique de la « dramatique d'actualités » et suscite la rencontre entre l'écrivain Marcel Moussy et le réalisateur Marcel Bluwal, qui va permettre le lancement, en 1957, de la série Si c'était vous.  
Stellio Lorenzi propose une série historique. Il contacte André Castelot et Alain Decaux, porteurs d'une émission de radio : La Tribune de l'Histoire.  
En 1958, il crée la série Dimanche en France une émission de trente minutes, diffusée sur l'unique chaîne nationale le dimanche à 12 h 30, qui est confiée à tour de rôle aux directions régionales de Marseille, Lyon, Strasbourg et Lille. Cette série est supprimée en 1962.
En 1959, Jean d'Arcy propose à Denise Glaser d'animer une émission d’information sur le disque. C’est ainsi que naît Discorama.
En 1969, Jean d'Arcy anticipe la création du réseau internet lors d'une interview dans l'émission Eurêka.
À partir de l'éclatement de l'ORTF le 1er janvier 1975, il préside jusqu'à sa mort la Commission d'homologation des réalisateurs de télévision.
En 1980, Jean d'Arcy  participe avec d'autres pionniers de la télévision, Henri de France, Wladimir Porché, Pierre Sabbagh et Pierre Tchernia, à la création du Comité d'histoire de la télévision (CHTV). Des historiens participeront également à ce comité, notamment René Rémond, Jean-Noël Jeanneney et Alain Decaux.
Après sa mort survenue en 1983, Hervé Bourges crée une « bourse Jean d'Arcy » remise par France Télévisions aux étudiants en journalisme ayant terminé leur cursus universitaire et réussi deux épreuves de sélection. Les lauréats reçoivent en plus un contrat de travail de six mois avec une chaîne de la télévision publique.
En mai 2010, se tient à l'université de Nancy, un colloque consacré à ce penseur de la communication : « Son œuvre est centrée sur l’être humain, communiquant, agissant et évoluant au sein d’une sphère planétaire. C’est à cette personnalité qui a laissé une empreinte profonde sur le fonctionnement audiovisuel français que ce colloque s’intéressera ».
Jean d'Arcy a été un défenseur du droit à l’information et de la diversité culturelle. Pierre Tchernia a dit de lui : « En juillet 1952, quand Jean d’Arcy nous tomba du ciel, le Père Noël était en avance. ».
Jean d'Arcy a été franc-maçon.